# Myōkō (Niigata)
Myōkō (妙高市 Myōkō-shi?) es una ciudad ubicada en la prefectura de Niigata, Japón. A 1  de julio de  2018, la ciudad tenía una población estimada de 31,226 en 12,390 hogares, y una densidad de población de 70.1 personas por km². El área total de la ciudad era de 445,63 kilómetros cuadrados (172,1 mi²).

## Clima
Myōkō tiene un clima húmedo (Köppen Cfa) caracterizado por veranos cálidos y húmedos e inviernos fríos con fuertes nevadas. La temperatura media anual en Myōkō es de 13.3 °C. La precipitación media anual es de 2357 mm con septiembre como el mes más lluvioso. Las temperaturas son más altas en promedio en agosto, alrededor de 26.3 °C, y el más bajo en enero, alrededor de 1.8  ° C. 
| Parámetros climáticos promedio de Sekiyama | Parámetros climáticos promedio de Sekiyama | Parámetros climáticos promedio de Sekiyama | Parámetros climáticos promedio de Sekiyama | Parámetros climáticos promedio de Sekiyama | Parámetros climáticos promedio de Sekiyama | Parámetros climáticos promedio de Sekiyama | Parámetros climáticos promedio de Sekiyama | Parámetros climáticos promedio de Sekiyama | Parámetros climáticos promedio de Sekiyama | Parámetros climáticos promedio de Sekiyama | Parámetros climáticos promedio de Sekiyama | Parámetros climáticos promedio de Sekiyama | Parámetros climáticos promedio de Sekiyama |
| Mes                                        | Ene.                                       | Feb.                                       | Mar.                                       | Abr.                                       | May.                                       | Jun.                                       | Jul.                                       | Ago.                                       | Sep.                                       | Oct.                                       | Nov.                                       | Dic.                                       | Anual                                      |
| ------------------------------------------ | ------------------------------------------ | ------------------------------------------ | ------------------------------------------ | ------------------------------------------ | ------------------------------------------ | ------------------------------------------ | ------------------------------------------ | ------------------------------------------ | ------------------------------------------ | ------------------------------------------ | ------------------------------------------ | ------------------------------------------ | ------------------------------------------ |
| Temp. máx. media (°C)                      | 3.3                                        | 3.6                                        | 7.4                                        | 15.2                                       | 20.5                                       | 23.4                                       | 27.0                                       | 28.9                                       | 24.4                                       | 18.7                                       | 12.8                                       | 6.8                                        | 16                                         |
| Temp. mín. media (°C)                      | -2.9                                       | -3.1                                       | -0.5                                       | 5.1                                        | 10.7                                       | 15.6                                       | 19.7                                       | 21.1                                       | 16.8                                       | 10.5                                       | 4.6                                        | -0.1                                       | 8.1                                        |
| Precipitación total (mm)                   | 325.1                                      | 209.7                                      | 135.8                                      | 69.7                                       | 88.7                                       | 133.2                                      | 188.1                                      | 135.8                                      | 168.7                                      | 136.7                                      | 150.9                                      | 253.2                                      | 1995.6                                     |
| Nevadas (cm)                               | 422                                        | 319                                        | 175                                        | 25                                         | 0                                          | 0                                          | 0                                          | 0                                          | 0                                          | 0                                          | 15                                         | 229                                        | 1185                                       |
| Horas de sol                               | 74.5                                       | 87.9                                       | 118.6                                      | 167.1                                      | 175.8                                      | 126.1                                      | 123.0                                      | 156.5                                      | 107.8                                      | 117.6                                      | 105.7                                      | 84.2                                       | 1444.8                                     |
| Fuente: 気象庁 Japan Meteorological Agency |                                            |                                            |                                            |                                            |                                            |                                            |                                            |                                            |                                            |                                            |                                            |                                            |                                            |

## Demografía
Según los datos del censo japonés, la población de Myōkō ha disminuido constantemente en los últimos 40 años. 
| Año del censo | Población |
| ------------- | --------- |
| 1970          | 44,158    |
| 1980          | 41,980    |
| 1990          | 41,072    |
| 2000          | 39,699    |
| 2010          | 35,457    |

## Ciudades hermanadas
Myōkō está hermanada con: 
- Slovenj Gradec, Eslovenia